# Cultuurerfgoed
Een cultuurerfgoed is een deel van het Werelderfgoed van de UNESCO. Het andere deel is het natuurerfgoed.
De UNESCO heeft criteria vastgelegd voor opname op de werelderfgoedlijst. Aan een van de criteria moet elk voorgesteld monument van het cultuurerfgoed voldoen.
Deze criteria zijn:
1. het vertegenwoordigt een meesterwerk van een creatief menselijk genie
2. het stelt een belangrijke interactie van menselijke waarden tentoon, gedurende een tijdspanne of binnen een cultureel gedeelte van de wereld, voor ontwikkelingen in architectuur of technologie, monumentale kunsten, stadsontwerp of landschapsinrichting
3. het draagt een unieke of op zijn minste een exceptionele getuigenis van een culturele traditie of een samenleving, die nog voortleeft of is verdwenen
4. het is een bijzonder voorbeeld van een type gebouw of architectonische of technologische samenstelling van een landschap, die significante stappen in de menselijke geschiedenis voorstelt
5. het is een bijzonder voorbeeld van een traditionele menselijke bewoning of landgebruik, die een cultuur (of culturen) vertegenwoordigt. Bijzonder wanneer het verwondbaar is geworden onder de invloed van irreversibele veranderingen
6. het is direct of zijdelings geassocieerd met gebeurtenissen of levende tradities, met ideeën, of geloof, met artistieke en literaire werken of bijzonder universele beduiding (de commissie beschouwt dit criterium alleen toepasbaar in bijzondere omstandigheden en alleen in verbinding met een ander criterium op de lijst, cultureel of natuurlijk)

en bovendien
1. het voldoet aan de test van uniekheid in ontwerp, materiaal, vakmanschap of omgeving en in het geval van culturele landschappen hun unieke karakter en componenten (de commissie onderschrijft dat het belang van reconstructie alleen acceptabel is, wanneer het uitgevoerd wordt op de basis van complete en gedetailleerde documentatie over het origineel en onder geen voorwaarde op basis van vermoedens).
2. het een adequate juristische of traditionele bescherming en management systemen heeft, om te verzekeren dat het onderhoud van de genomineerde culturele eigenschappen of culturele landschappen wordt uitgevoerd. Het bestaan van beschermende wetten op nationaal, provinciaal en gemeentelijk niveau en/of een goed geëtableerde contractuele of traditionele bescherming en adequaat management en/of plannen van controlesystemen is daarom essentieel. Verzekering van effectieve implementatie en/of deze wetten of contractuele en/of traditionele bescherming alsook managementtechnieken worden ook verwacht. Bovendien om de the integriteit van de culturele monumenten te beschermen, bijzonder die monumenten die voor vele bezoekers geopend zijn, moet de betroffen overheid bewijsmateriaal of geëigende bestuurlijke afspraken voorleggen, hoe het management van het monument, het behoud en de toegankelijkheid is geregeld.